# Eckart Paatsch
Eckart Paatsch (* 4. Dezember 1939) ist ein ehemaliger deutscher Badmintonspieler. 

## Karriere
Eckart Paatsch gewann 1955 die westdeutschen Einzelmeisterschaften der Junioren und 1957 die deutschen Juniorenmeisterschaften. Am 16. März 1958 stand Eckart Paatsch in Düsseldorf in der siegreichen deutschen Jugendnationalmannschaft beim ersten Jugendländerspiel des DBV. 1959 wurde er deutscher Meister im Herrendoppel mit Dieter Schramm.

## Sportliche Erfolge
| Saison    | Veranstaltung                        | Disziplin    | Platz | Name                                                              |
| --------- | ------------------------------------ | ------------ | ----- | ----------------------------------------------------------------- |
| 1954/1955 | Westdeutsche Einzelmeisterschaft U18 | Herrendoppel | 1     | Dieter Schramm / Eckart Paatsch (BC Düsseldorf)                   |
| 1954/1955 | Deutsche Einzelmeisterschaft U18     | Herrendoppel | 4     | Eckart Paatsch / Dieter Schramm (BC Düsseldorf)                   |
| 1955/1956 | Deutsche Einzelmeisterschaft U18     | Herrendoppel | 2     | Eckart Paatsch / Dieter Schramm (BC Düsseldorf)                   |
| 1955/1956 | Deutsche Einzelmeisterschaft U18     | Mixed        | 3     | Eckhard Paatsch / Helga Groteloh (BC Düsseldorf)                  |
| 1956/1957 | Deutsche Einzelmeisterschaft U18     | Herrendoppel | 1     | Dieter Schramm / Eckart Paatsch (BC Düsseldorf)                   |
| 1957/1958 | Deutsche Einzelmeisterschaft U18     | Mixed        | 2     | Eckard Paatsch / Sabine Lommatsch (BC Düsseldorf / VC Düsseldorf) |
| 1958/1959 | Deutsche Einzelmeisterschaft         | Herrendoppel | 1     | Dieter Schramm / Eckart Paatsch (BC Düsseldorf)                   |